# Bălgarski dăržavni železnici
Bălgarski dăržavni železnici (bulharsky Български държавни железници, česky Bulharské státní dráhy nebo Bulharské státní železnice) je státní holdingová společnost také známá pod zkratkou BDŽ (БДЖ) nebo též podle mezinárodního značení železničních vozidel pod kódem VKM: BDZ.

## Obecná data
Společnost byla největším železničním dopravcem v Bulharsku. Zdrojem příjmů BDŽ jsou významné státní dotace. V roce 2008 společnost kromě dotací na přepravu určených kategorií cestujících získala také přímou státní podporu ve výši 135,5 milionů leva, ale i tak uzavřela rok se ztrátou přes 9 milionů leva.
Až do roku 2002 společnost udržovala převážnou část železniční infrastruktury v zemi. V tomto roce z ní byla vyčleněna správa tratí a byla svěřena nově utvořené Národní společnosti železniční infrastruktury. Od 90. let 20. století působí BDŽ v silné konkurenci silniční dopravy. Mezi roky 1990 a 2005 zaznamenala významný pokles v následujících ukazatelích:
- o 67 % přepravených cestujících méně,
- o 70 % méně osobokilometrů,
- o 68 % méně přepraveného nákladu
- o 63 % méně tunokilometrů.[5]

## Dějiny
První železniční tratí na území Bulharska byla trať Ruse–Varna. Rozhodnutí o její stavbě padlo v září 1861. Postavila ji britská společnost s bratry Berkeleyovými jako hlavními akcionáři, která získala v roce 1863 od osmanské vlády koncesi na výstavbu a provoz. Zprovozněna byla 7. listopadu 1866 v délce 223 km. V témže roce byla v Ruse otevřena lokomotivka a vagónka.
V roce 1874 převedla britská společnost provoz na trati Ruse–Varna společnosti barona Maurice Hirsche a v roce 1888 trať odkoupil bulharský stát. Baron Hirsch vybudoval v letech 1870–1874 železniční trať Ljubimec–Belovo s odbočkami Tırnova Seimen–Nova Zagora–Jambol. Jím vlastněné železniční tratě v jižním Bulharsku měly délku celkem 309,6 km a v roce 1909 byly zestátněny. Zákon o projektování a výstavbě železniční sítě z roku 1895 definoval primární (rozchod 1435 mm) a sekundární (úzkorozchodné o rozchodu 750–800 mm) železniční tratě.
Od roku 1913 byla postupně zprovozňována trať Mezdra–Vidin: 10. října 1918 byl otevřen úsek Brusarci–Alexandrovo a 1. července 1923 úsek Alexandrovo–Vidin (poslední dva úseky v celkové délce 87 km). V roce 1936 BDŽ zaměstnávalo 17 751 lidí, z toho 5 200 v Sofii. Zabalkánská linka (Burgas–Karlovo–Sofie) byla otevřena v roce 1952. Elektrizace bulharských železnic začala v roce 1963 a první elektrizovaný úsek mezi Varnou a Sindelem byl otevřen v roce 1964.
V souladu s praxí v Evropské unii byla v roce 2002 správa železniční sítě vyčleněna do samostatné Národní společnosti železniční infrastruktury. A následně, v roce 2004, byly učiněny první kroky k demonopolizaci a byla udělena licence druhému provozovateli drážní dopravy. BDŽ nadále provozuje kolejová vozidla na síti spolu s podpůrnými zařízeními.
V roce 2007 došlo ke vzniku holdingové struktury, ve které BDŽ zůstala jako mateřská společnost a většina činností byla vyčleněna do tří dceřiných firem: BDŽ - Pătničeski prevozi (provozování osobní dopravy - BDŽPP), BDŽ - Tovarni prevozi (provozování nákladní dopravy - BDŽTP) a BDŽ - Tjagov podvižen săstav (Lokomotivi).

## Vozidlový park
Parní vozový park tvořilo 1 159 vozidel, z toho 1 154 parních lokomotiv a 5 parních vozů. Parní trakce byla později nahrazena dieselovou a elektrickou trakcí. Elektrický vozový park má 575 vozidel, z toho 405 lokomotiv a 170 jednotek. Bulharské státní dráhy disponovaly 749 dieselovými lokomotivami, z nichž 642 mělo normální rozchod, 45 rozchod 760 mm, a 32 dieselových jednotek, z toho 25 normálního rozchodu a 7 úzkorozchodných.
Celý park hnacích vozidel se od vzniku BDŽ dělil na cca 80 řad se zhruba 97 konstrukčními variantami. Nejvýkonnějšími elektrickými lokomotivami BDŽ byla řada 46. Byly dodány v letech 1986–1987 lokomotivkou Electroputere Craiova a měly výkon 5 100 kW. Lokomotivy této řady se používaly především pro tažení těžkých nákladních vlaků a také pro obsluhu rychlíků. Nejvýkonnějšími dieselelektrickými lokomotivami byly stroje řady 07, které obsluhovaly vlaky na dosud neelektrizovaných tratích. Jejich výkon byl 2 205 kW.
Nejnovější elektrické lokomotivy jsou dodávány od prosince 2020 dceřiné společnosti společnosti BDŽPP. Jedná se o 15 elektrických lokomotiv řady 80 (Siemens Smartron) s maximálním výkonem 5 600 kW a rychlostí 160 km/h.

## Vlaky
Po rozdělení společností provozuje osobní vlaky společnost BDŽPP. Expresní vlaky s povinnou rezervací jsou přímými nástupci dřívější kategorie rychlík. Jízdní řád rychlíků s povinnou rezervací je zpracován na základě hloubkových analýz toku cestujících na hlavních železničních tepnách. Základním a neporušitelným pravidlem při přípravě jízdního řádu pro rychlíky s povinnou rezervací je, že zastavují v minimálním počtu stanic, což zajišťuje co nejrychlejší přesun z bodu A do bodu B po jejich trase. Pro expresní jízdu této kategorie vlaků je důležitý i dobrý technický stav lokomotiv a vozového parku, kterými provozovatel drážní dopravy disponuje. Bulharské státní železnice provozují následující rychlé vlaky s povinnou rezervací:
- Zlatni pjasăci, spoje č. 2601/2602 Sofie–Varna–Sofie přes Gornou Orjachovicu;
- Čajka, spoje č. 3601/3602 Sofie–Burgas–Sofie přes Karlovo;
- Slănčev brjag, spoje č. 8601/8602 Sofie–Burgas–Sofia přes Plovdiv;
- Sin Dunav, spoje č. 4611/4612 Ruse–Sofie–Ruse.

Od 1. července 2017 jezdí na železniční trati č. 1 a železniční trati č. 8, které byly kompletně zrekonstruovány z evropských fondů, pravidelné expresní vlaky s povinnou rezervací a maximální rychlostí 150 km/h. Jedná se o spoj Slănčev brjag, který jsou taženy elektrickými lokomotivami řady 46 200 modernizované v Končar Ellok – Zagreb a s vozy řady 21–50 (druhá třída), 10–50 (první třída) a 84–97 (jídelní vůz)“ (obrázky viz níže).

### Fotogalerie

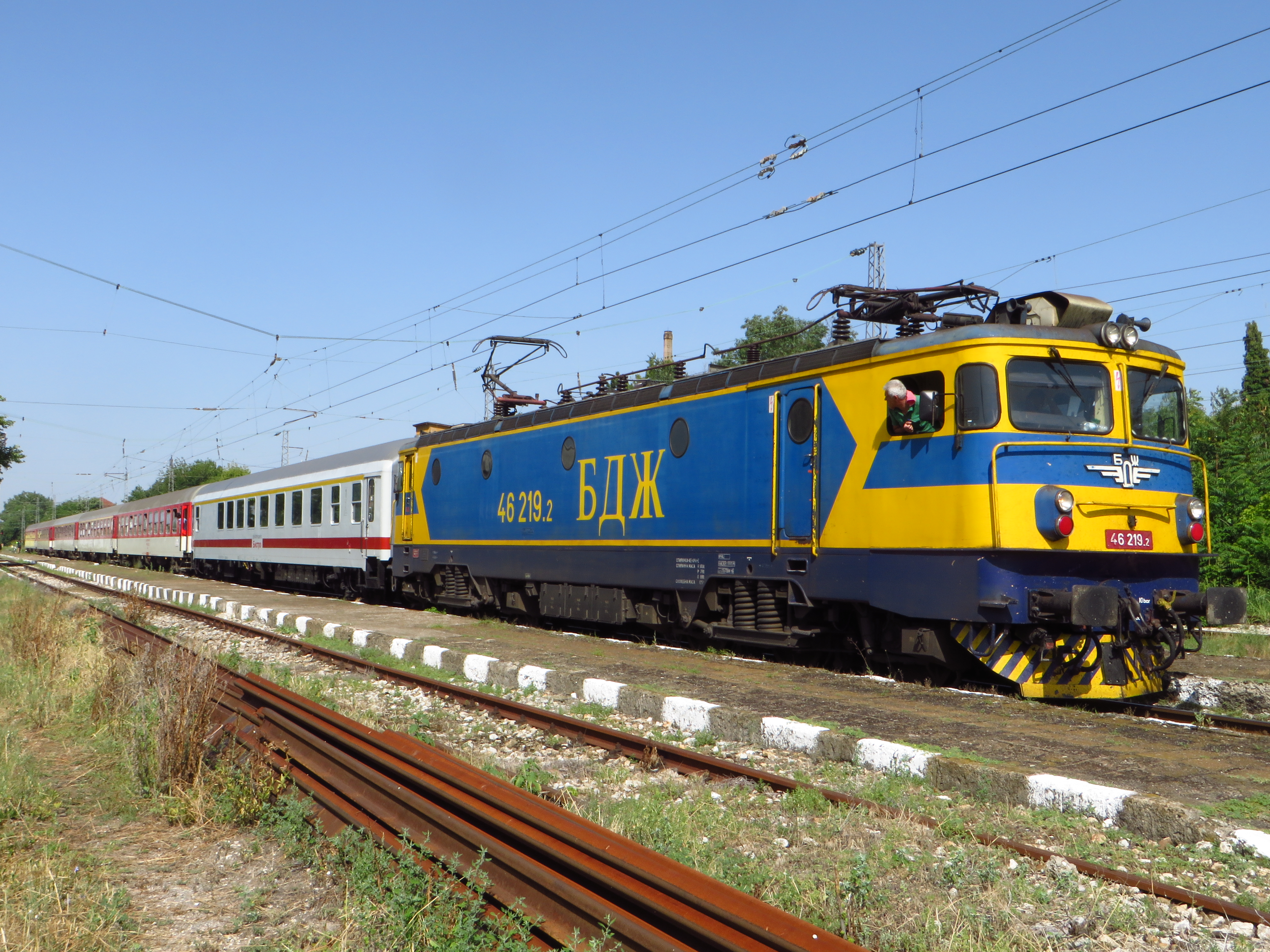
46 219 na spoji 8611 Slănčev brjag na nádraží Čirpan první den zavedení grafikonu s rychlostí 150 km/h 1. července 2017
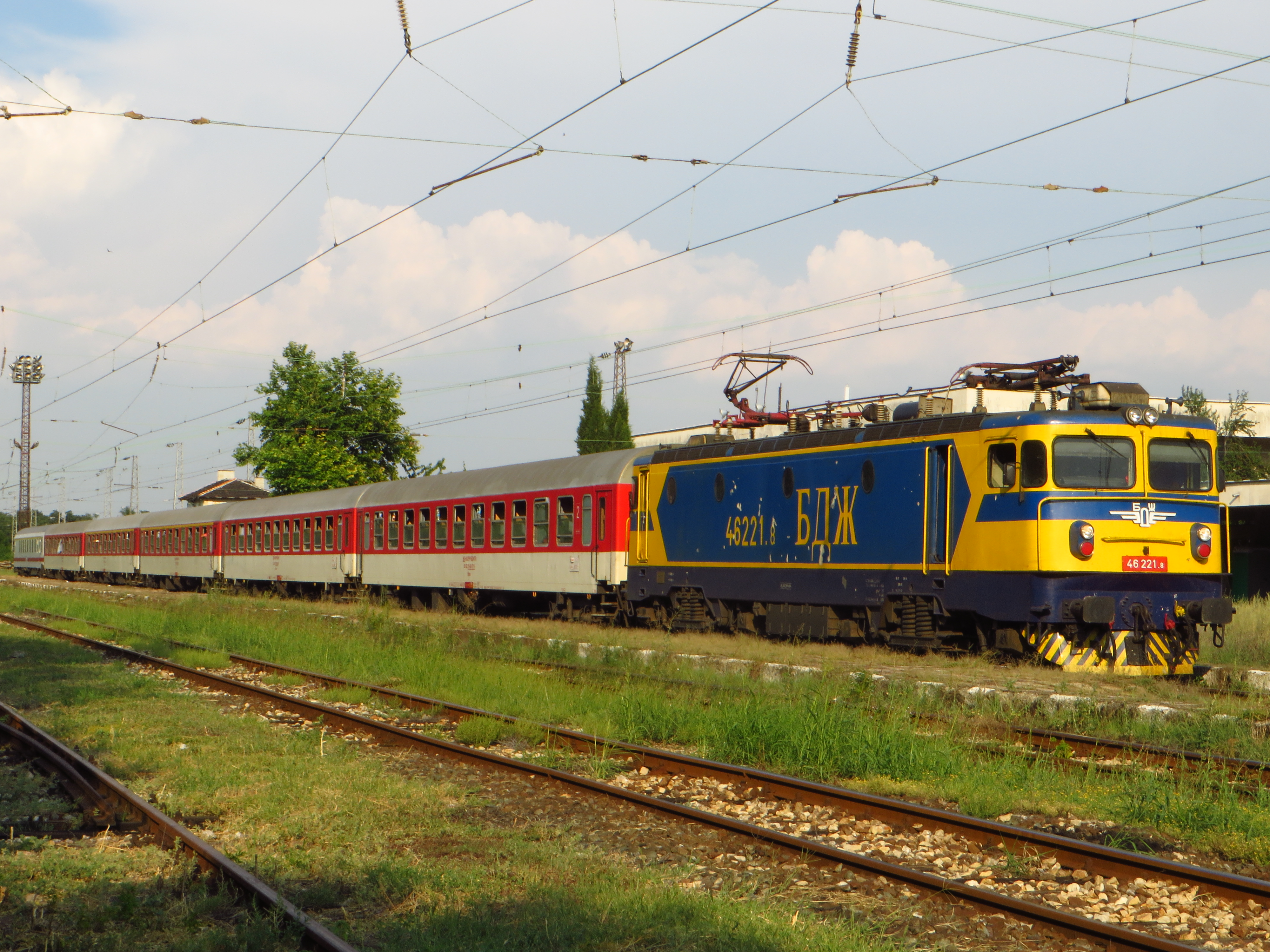
46 221 na spoji 8612 Slănčev brjag na nádraží Čirpan 5. srpna 2017
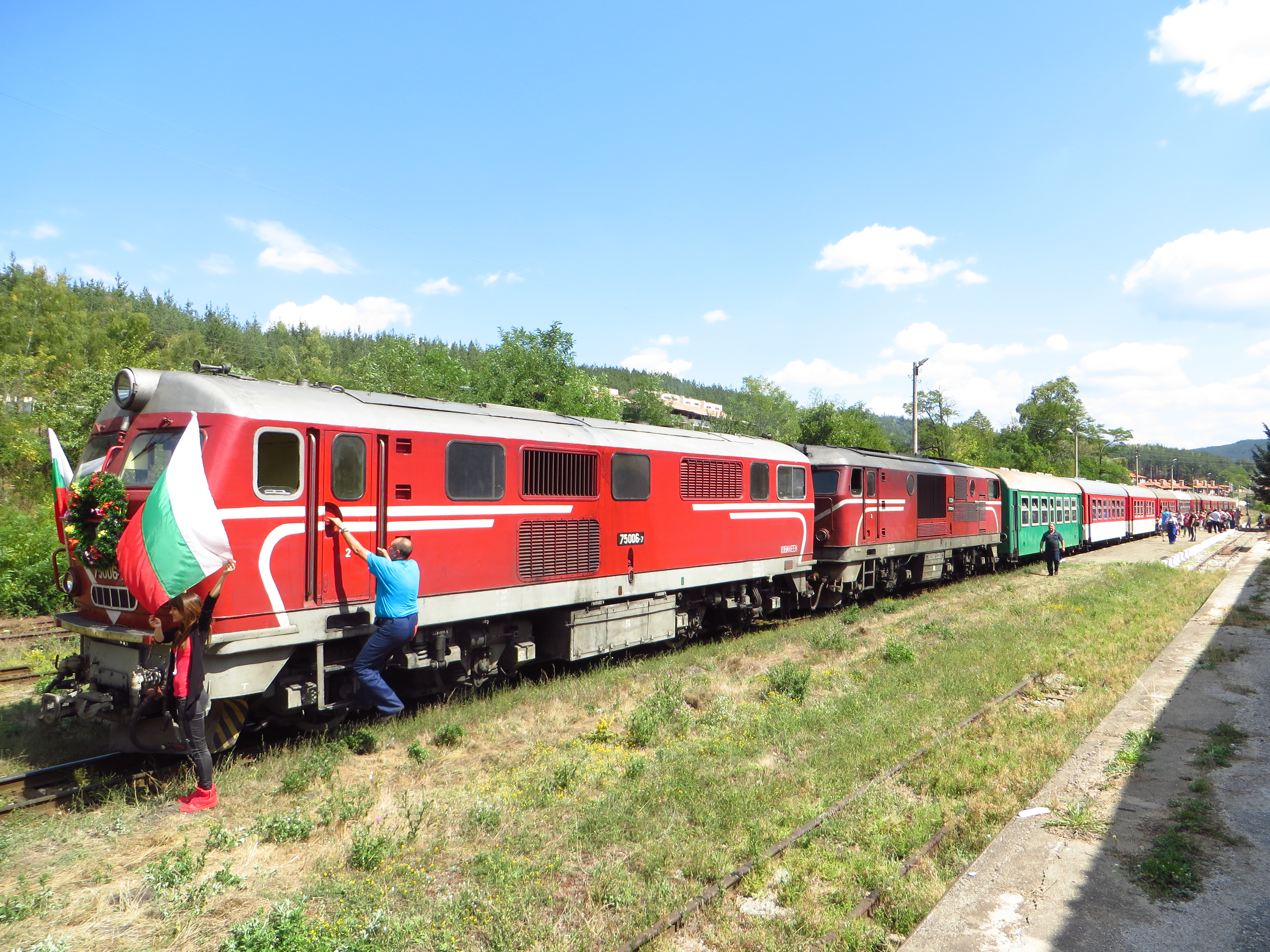
75 006 a 77 009 v čele spoje 16106 Jundola Septemvri–Dobrinište před odjezdem ze stanice Dobrinište 4. září 2016 při oslavách 100 let od záměru postavit Rodopskou úzkokolejku a 90 let od jejího úplného zprovoznění
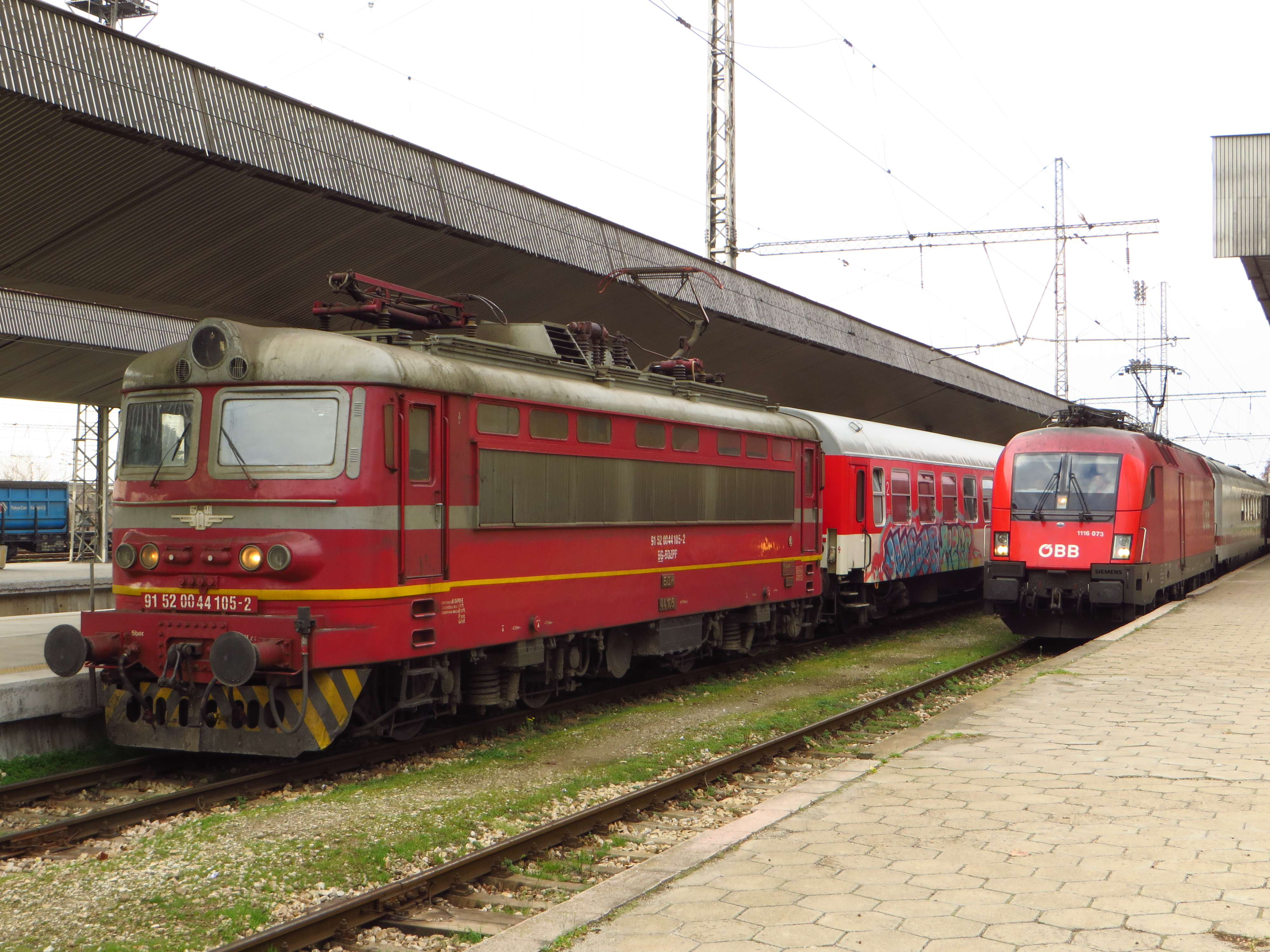
44 105 s osobním vlakem 40102 Stara Zagora – Gorna Orjachovica a Siemens Taurus 1116 073 se zvláštním zkušebním vlakem na zcela zrekonstruované trati č. 8 v úseku Stara Zagora – Burgas s maximální rychlostí 160 km/h; na nádraží Stara Zagora 31. března 2017
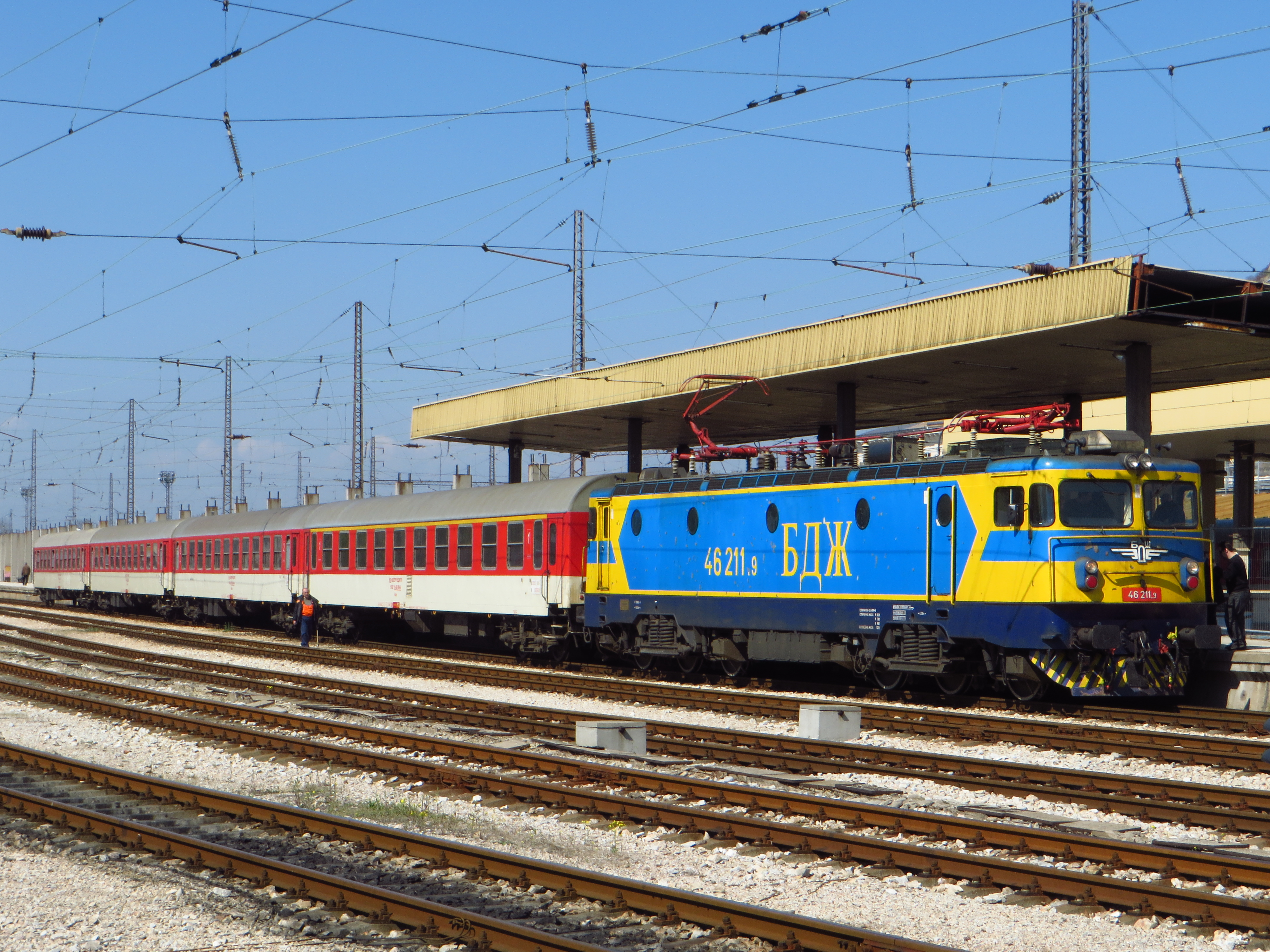
46 211 se spěšným vlakem 1621 Sofie–Svilengrad před odjezdem z Centrálního nádraží Plovdiv 11. dubna 2017
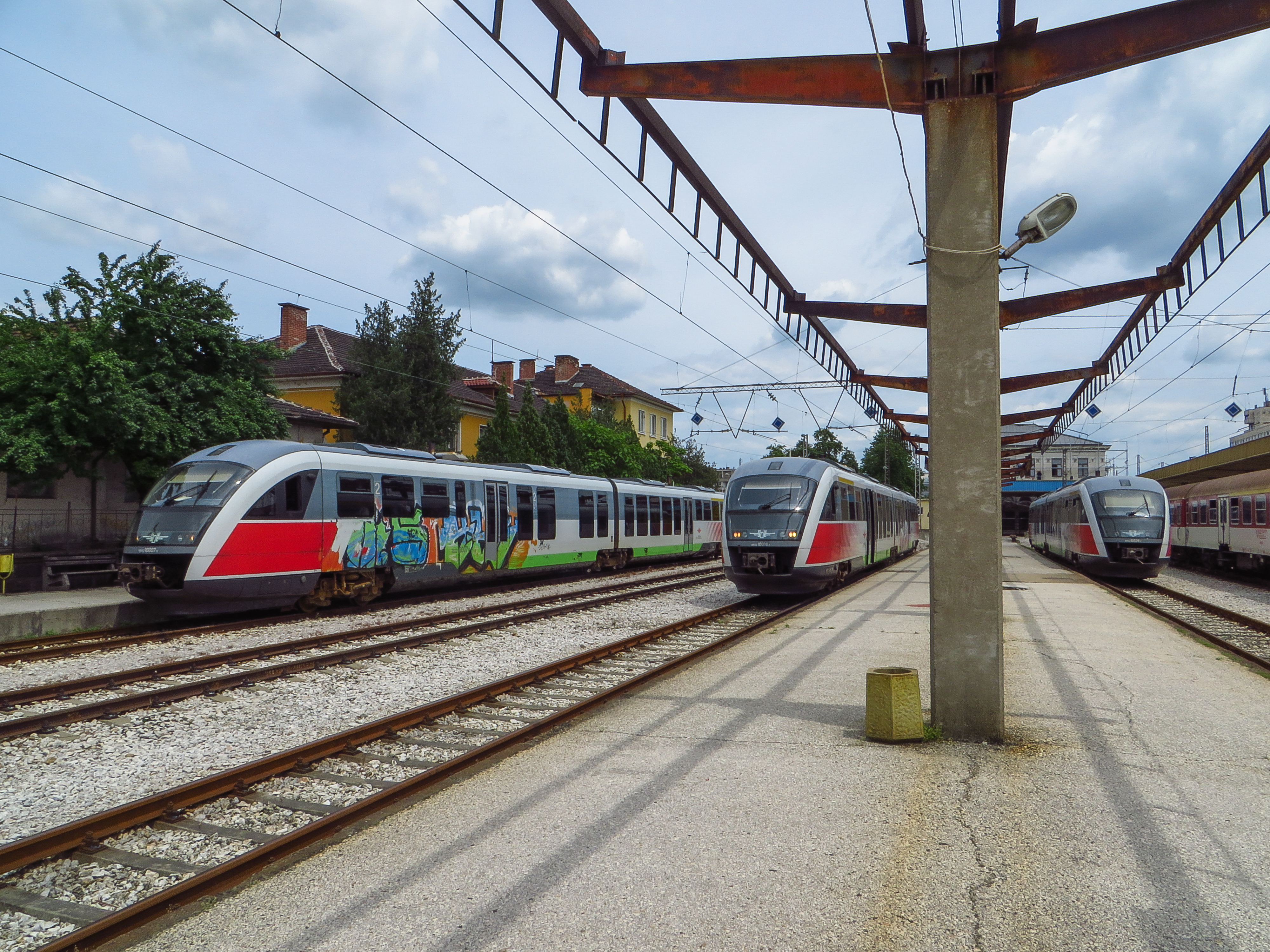
3 x Siemens Desiro DMU; zleva doprava: 10 007/10 008 na spoji 82208 Plovdiv–Karlovo; 10 016/10 015 na spoji 81204 Plovdiv–Panagjurište; 10 028/10 027 na spoji 18206 Plovdiv–Peštera; na Centrálním nádraží Plovdiv 16. května 2017
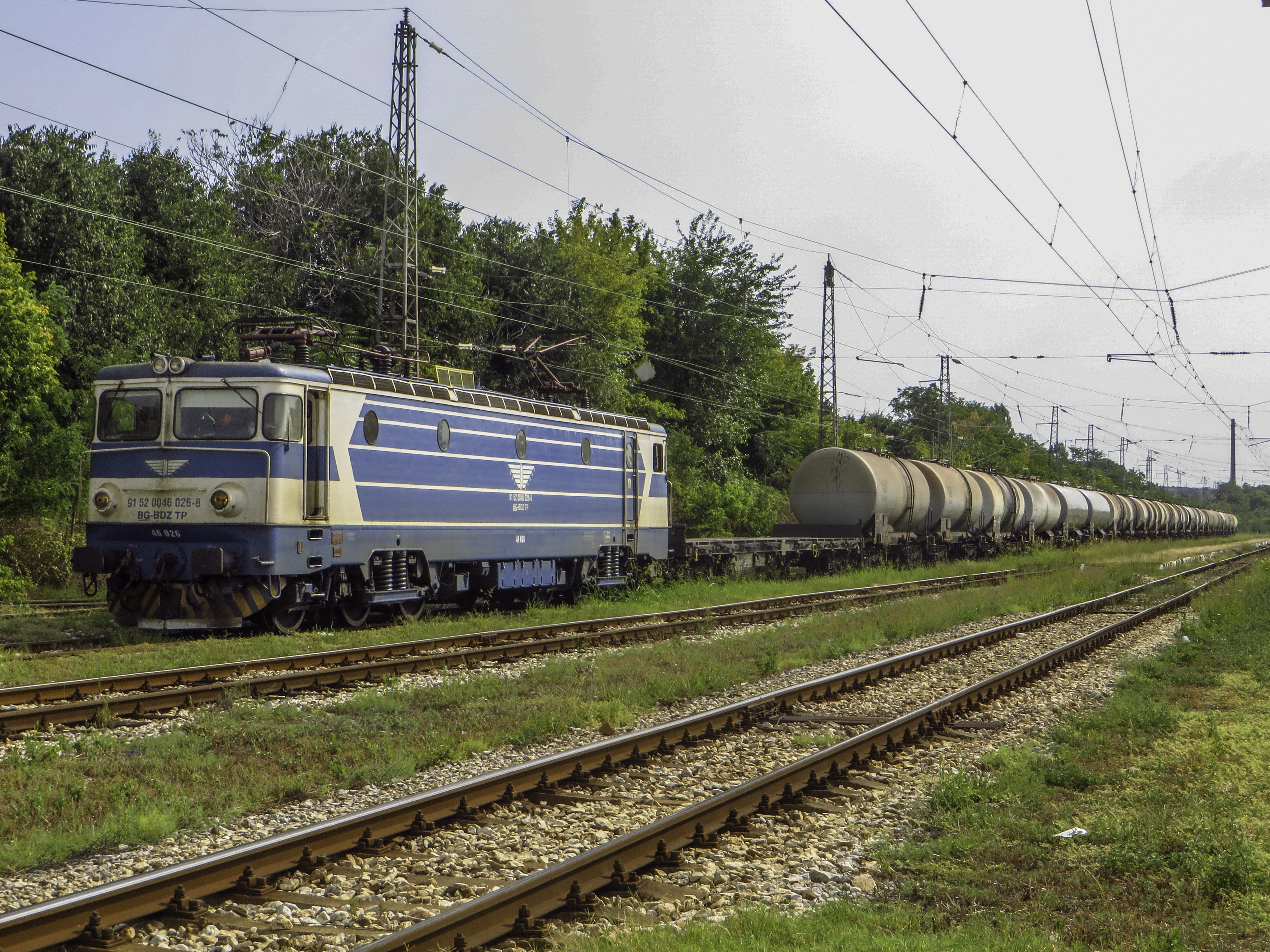
Vlak BDŽTP na spoji 80602 s lokomotivou 46 026 na nádraží Čirpan 13. srpna 2017

## Hygiena
V roce 2013 Výkonná agentura „Správa drah“ přijala 41 stížností na špatné hygienické podmínky v osobních vozech a sociálních zařízeních. V důsledku toho v roce 2014 ministerstvo dopravy změnilo předpis stanovující minimální standardy čistoty kolejových vozidel. Z výroční finanční zprávy BDŽ za rok 2021 vyplývá, že důkladné čištění vozů se provádí jednou za 4 týdny a mytí sedadel ve vlacích jednou ročně. V prosinci 2016 přiznalo vedení BDŽ masivní zamoření vlaků štěnicemi.